# Julija Birjukovová
Julija Birjukovová (* 17. března 1985 Kurčatov, Sovětský svaz) je ruská sportovní šermířka, která se specializuje na šerm fleretem. Rusko reprezentuje od prvního desetiletí jednadvacátého století. V roce 2014 obsadila třetí místo na mistrovství Evropy v soutěži jednotlivkyň. S ruským družstvem fleretistek vybojovala v roce 2009, 2014 a 2015 druhé místo na mistrovství světa a Evropy.